# هيديوكي تايزاوا
هيديوكي تايزاوا (باليابانية: 泰澤 秀幸) (2 مايو 1979 في شيزوكا في اليابان – )؛ هو لاعب كرة قدم سابق كان يلعب كلاعب وسط.